# Jan Wirgin
Jan Christer Wirgin, född den 15 juni 1932, död den 25 september 2020, var en svensk docent i östasiatisk konstvetenskap och tidigare chef för Östasiatiska museet i Stockholm.
Jan Wirgin var son till rådmannen Allan Wirgin (född 1901), och Margit (född Gyllenberg 1903). Han studerade på 1950-talet klassisk kinesisk konsthistoria vid Stockholms högskola och blev fil.lic där 1959. Han blev 1961 indendent på Östasiatiska museet under sinologen Bernhard Karlgren som efterträtt museets grundare Johan Gunnar Andersson. Åren 1966-1967 var Wirgin gästprofessor i kinesisk konsthistoria vid University of Hawaii i Honolulu i USA, och blev 1970 filosofie doktor vid Stockholms universitet med avhandlingen Sung Ceramic Designs. Han var chef för Östasiatiska museet mellan 1981 och 1998.
Wirgin gifte sig 1958 med Margareta Brunnberg, och paret fick en dotter och en son.